# Monos (Insel)
Monos ist eine zu Trinidad und Tobago gehörige Insel und zählt zur Gruppe der Bocas Islands. Verwaltungstechnisch gehört Monos zur Region Diego Martin.

## Geographie
Die Bocas Islands sind der Region Chaguaramas im Nordwesten der Insel Trinidad vorgelagert. Die Inselkette (bestehend aus Chacachacare, Huevos und Monos) liegt zwischen Venezuela und Trinidad in der Meerenge Dragon’s Mouth Strait (auch Bocas del Dragón genannt), die die nördliche Begrenzung des Golf von Paria zum Karibischen Meer hin bildet. Zwischen den Inseln gibt es kleinere Meerengen. Von der westlich benachbarten Insel Huevos ist Monos durch die knapp 1000 Meter breite Boca de Huevos getrennt. Die ebenfalls knapp 1000 Meter breite Boca de Monos trennt die Insel von der Halbinsel Chaguaramas, die zum trinidadischen Festland gehört.
Die Insel ist komplett von dichtem Regenwald bedeckt. Lediglich an der Ostküste (Morrison Bay und Biscayen Bay) und in einigen Buchten der Südküste (Grand Fond Bay und Balmoral Bay) gibt es Häuser, in der Regel Ferienhäuser von Festlandsbewohnern. Infrastruktur gibt es nur in der Morrison Bay in Form einer kleinen Hafenanlage für Privatschiffe.

## Geschichte

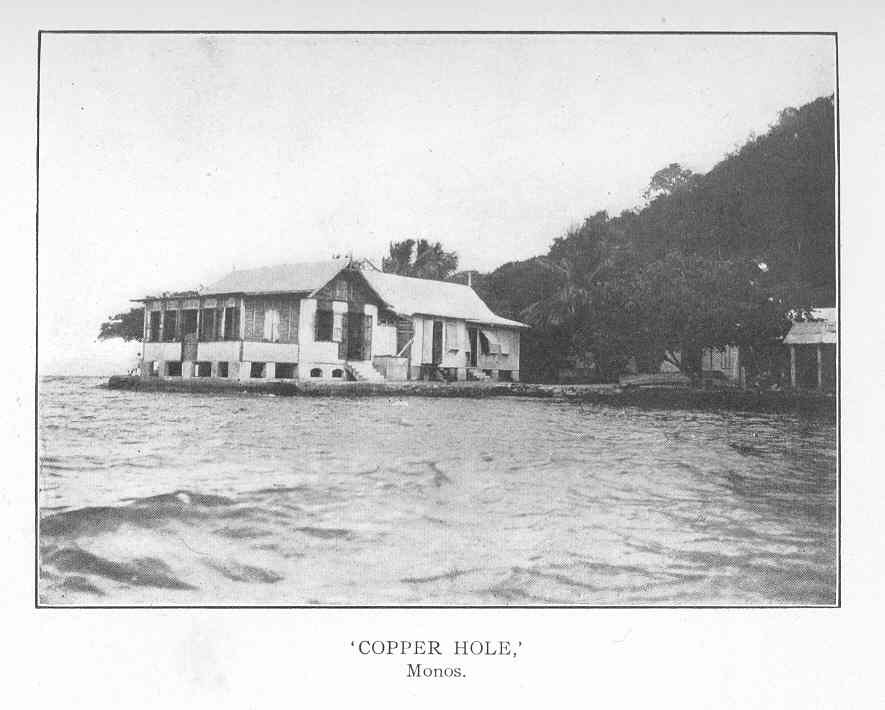
Haus auf Monos, 1910

Den Namen Monos (spanisch für „Affen“) verdankt die Insel dem früher zahlreich auf der Insel vertretenen Guyana-Brüllaffen. Die Benennung erfolgte durch Christoph Kolumbus im Rahmen seiner dritten Entdeckungsreise 1498. Ab den 1830er-Jahren diente Monos als Basis für den kommerziellen Walfang. Bis zu Beginn des 20. Jahrhunderts wurden auf der Insel Wale zerlegt und weiterverarbeitet. Das Ende des Walfangs auf den Bocas Islands begründete sich durch die Ausrottung der Wale im Golf von Paria und das langsame Ersetzen von Tran durch Petroleum. Am Ende des 19. Jahrhunderts und im frühen 20. Jahrhundert war Monos ein Refugium für vermögende Bewohner von Port of Spain. Familien kauften jeweils einzelne Buchten und errichteten dort Ferienvillen. Es gab eine öffentliche Verwaltung und eine Kapelle auf der Insel, und einige Familien bewohnten ihre Villen ganzjährig. Unter anderem besaß der Kaufmann und italienische Konsul Joseph Salvatori dort ein Ferienhaus. 1870 besuchte Charles Kingsley die Insel. Im Zweiten Weltkrieg wurde Monos temporär von den USA besetzt, die Bunker, Kasernen, Geschützstellungen und Straßen errichteten. Heute ist Monos ein Ausflugsziel für Festland-Trinidadier, die an Wochenenden und Feiertagen die Ferienhäuser und Strände frequentieren. Kurzfristig in die Schlagzeilen geriet Monos 2005, als in einem Haus in der Passy Bay 1,7 Tonnen Kokain gefunden wurden.

## Flora und Fauna

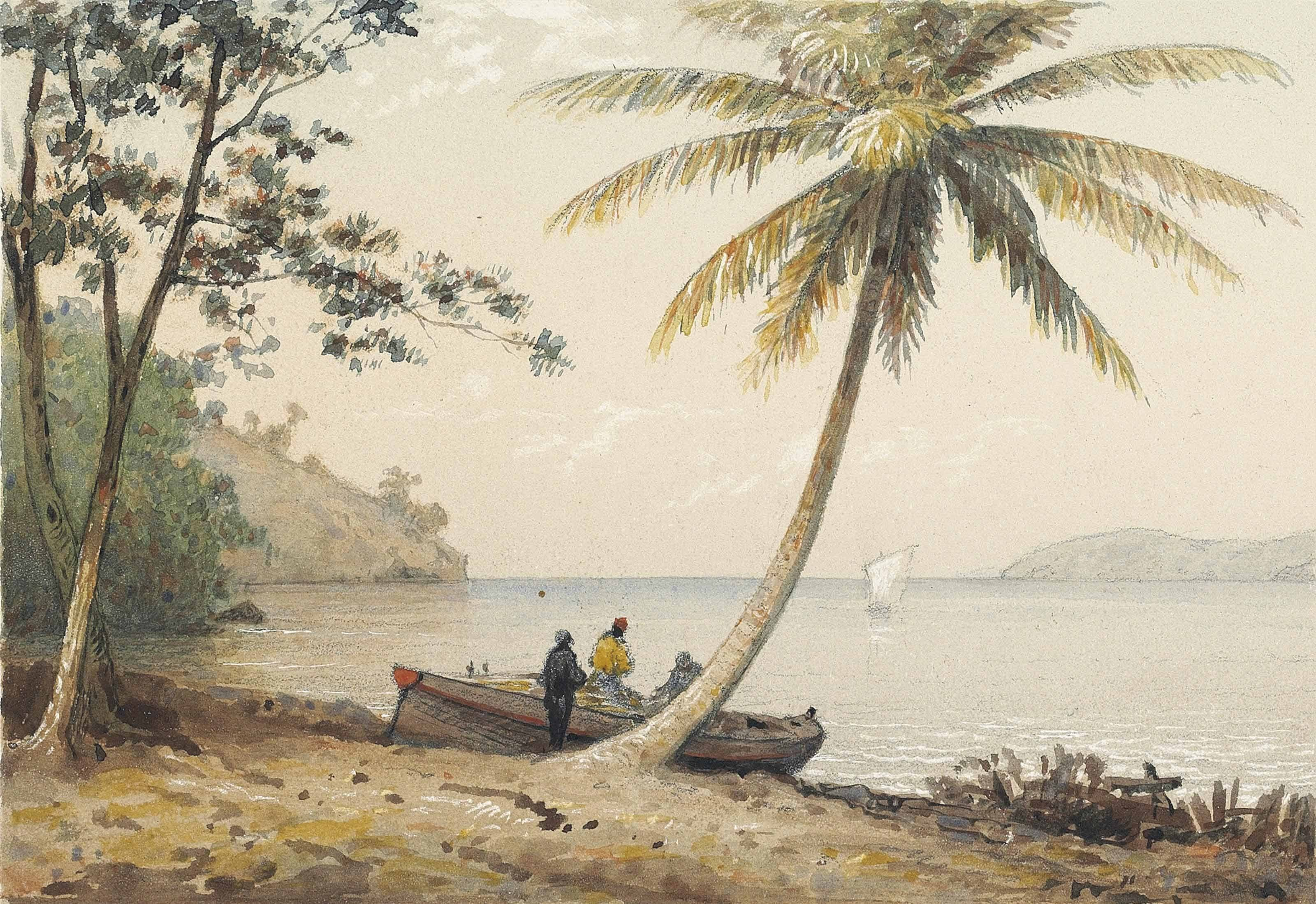
Monos auf einem Gemälde von Michel-Jean Cazabon

Regenwolken treffen Trinidad meist vom Nordosten, vom Atlantik her, so dass die Bocas Islands ein im Vergleich zum Festland trockeneres Klima haben. Auf Monos kommt hinzu, dass die Insel über keinerlei Wasserquellen verfügt. Das Erscheinungsbild der Insel prägende Bäume sind unter anderem Weißgummibaum, Kapokbäume, Kakaobäume, Lonchocarpus punctatus und Machaerium robiniifolium, auf Trinidad salt fishwood genannt. Weiterhin wachsen auf Monos u. a. Croton, Bogenhanf, Helikonien und diverse Orchideenarten.
Die namensgebenden Brüllaffen kommen auf der Insel nicht mehr vor. Auf Monos heimische Reptilien sind u. a. Mastigodryas boddaerti, Abgottschlangen, Plica Plicas, Thecadactylus rapicauda und Skinke. Vorkommende Fledermausarten sind unter anderem Ametrida centurio und Großes Hasenmaul.